# Блейенберг, Вим
Виллем (Вим) Блейенберг (нидерл. Willem "Wim" Bleijenberg; 5 ноября 1930, Венендал, Утрехт — 10 января 2016, Хёйссен, Гелдерланд) — нидерландский футболист и тренер. Выступал на позиции нападающего за команды «Ригтерсблек», «Вагенинген», «Аякс», «Блау-Вит», «Гоу Эхед» и АГОВВ. В составе национальной сборной Нидерландов провёл три матча.

## Клубная карьера
Начал свою футбольную карьеру в клубе «Венендал», затем выступал за «Вагенинген». В 1952 году перешёл в «Ригтерсблек», в своём первом сезоне он забил 21 мяч. В 1956 году стал игроком амстердамского «Аякса». Вим дважды становился лучшим бомбардиром «Аякса», в чемпионате Нидерландов сезона 1956/57 Вим забил 16 мячей в 33 матчах, а в сезоне 1958/59 забил 15 мячей в 18 матчах, такой же результат в сезоне 1958/1959 показал другой нападающий «Аякса» Пит ван дер Кёйл. В 1960 году Вим покинул «Аякс» и перешёл в клуб «Блау-Вит».

## Карьера в сборной
В составе национальной сборной Нидерландов провёл три матча, в которых ни разу не забил.
- 19 марта 1953 года; Нидерланды—Бельгия 2:0
- 27 сентября 1953 года; Норвегия— Нидерланды 4:0
- 20 мая 1954 года; Швейцария— Нидерланды 3:1

## Личная жизнь
Отец — Йоханнес Блейенберг, родился в Венендале, мать — Герритье Хартог, родилась в Бюнсхотене. Родители поженились в 1921 году в Венендале. Всего в их семье было 16 детей: трое сыновей и тринадцать дочерей.
Женился в возрасте двадцати лет — его супругой стала 23-летняя Адриана Кристина ван Вейк, уроженка Вагенингена. Их брак был зарегистрирован 4 мая 1951 года в Вагенингене. В том же году они переехали из Венендала в Вагенинген, а позже проживали в Энсхеде, Амстердаме и Девентере.
Его сын, Ханс, тоже стал футболистом, играл за «Гоу Эхед Иглз», «Камбюр», «Эйндховен» и «Витесс».
Умер 10 января 2016 года в возрасте 85 лет. Последние два года он жил в доме престарелых в Хёйссене.

## Достижения
«Аякс»
- Чемпион Нидерландов: 1956/57, 1959/60

«Блау-Вит»
- Победитель Первого дивизиона Нидерландов: 1960/61